# Azemiopinae
Azemiopinae – monotypowa podrodzina węży z rodziny żmijowatych (Viperidae).

## Zasięg występowania
Podrodzina obejmuje gatunki występujące w Azji (Chiny, Mjanma, Laos i Wietnam).

## Systematyka

### Etymologia
Azemiops: gr. αζημιος azēmios „nieszkodliwy”; ωψ ōps, ωπος ōpos „wygląd”.

### Podział systematyczny
Do podrodziny należy jeden rodzaj z następującymi gatunkami:
- Azemiops feae Boulenger, 1888 – fea birmańska[5]
- Azemiops kharini Orlov, Ryabov & Nguyen, 2013